# 바젤 III
바젤 III(영어: Basel III, Third Basel Accord, Basel Standards)은 바젤 은행 감독 위원회(BCBS)에서 금융위기 재발을 막기 위해 내놓은 은행자본 건전화방안의 개혁안이다. 기존의 국제결제은행(BIS) 기준 자본 규제를 세분화하고 항목별 기준치를 상향 조정하는 한편 완충자본과 레버리지(차입 투자) 규제를 신설한 것이 골자로서, 2004년 발표된 '바젤 II'에 이어 6년만의 새로운 기준이다.

## 같이 보기
- 영구채